# Krifast
Krifast (eller KRIFAST) är Kristiansunds och Freis fastlandsförbindelse, som öppnade för trafik i augusti 1992. Förbindelsen består av en undervattenstunnel, en flytbro och en hängbro samt vägförbindelser och en betalstation.
De två broarna ingår i E39, kustvägen mellan Kristiansand och Trondheim. Riksvei 70 går genom Freifjordtunneln, från Kristiansund till Oppdal.

## Freifjordtunneln
Freifjordtunneln är en över fem kilometer lång undervattenstunnel från Flatsetøya i Kristiansund, under Freifjorden, till Bergsøya. Tunneln var världens längsta vägtunnel under vatten när den öppnade. Från tunneln går det ventilationsrör upp till två små holmar i fjorden. Tunneln öppnade för trafik i juni 1992 och öppnades officiellt den 20 augusti samma år.

## Gjemnesbrua

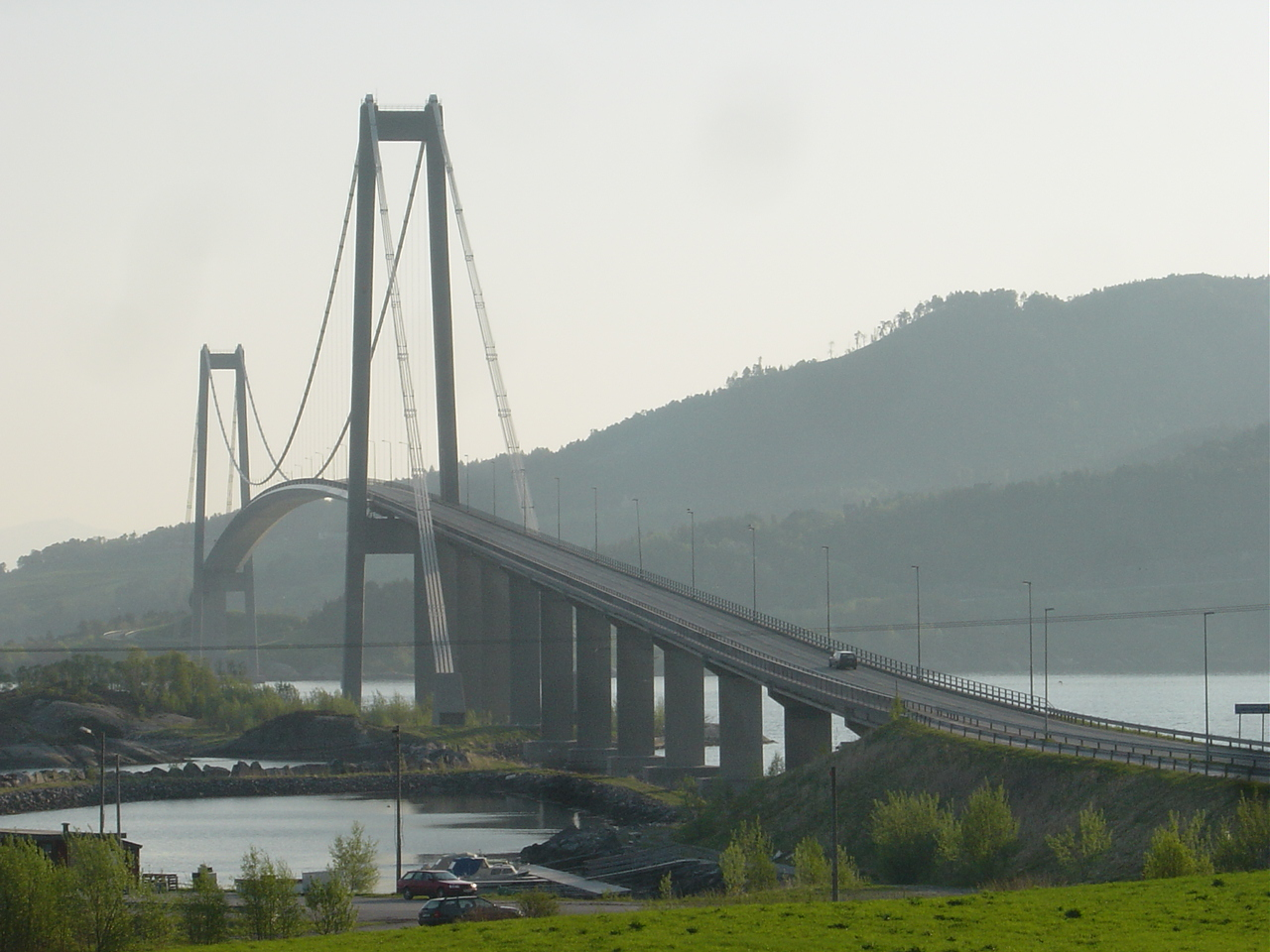
Gjemnesbrua

Från Bergsøya i Gjemnes kommun går en bro över Gjemnessundet i riktning mot Molde och Ålesund. Bron var Norges längsta hängbro då den byggdes.

## Bergsøysundbrua

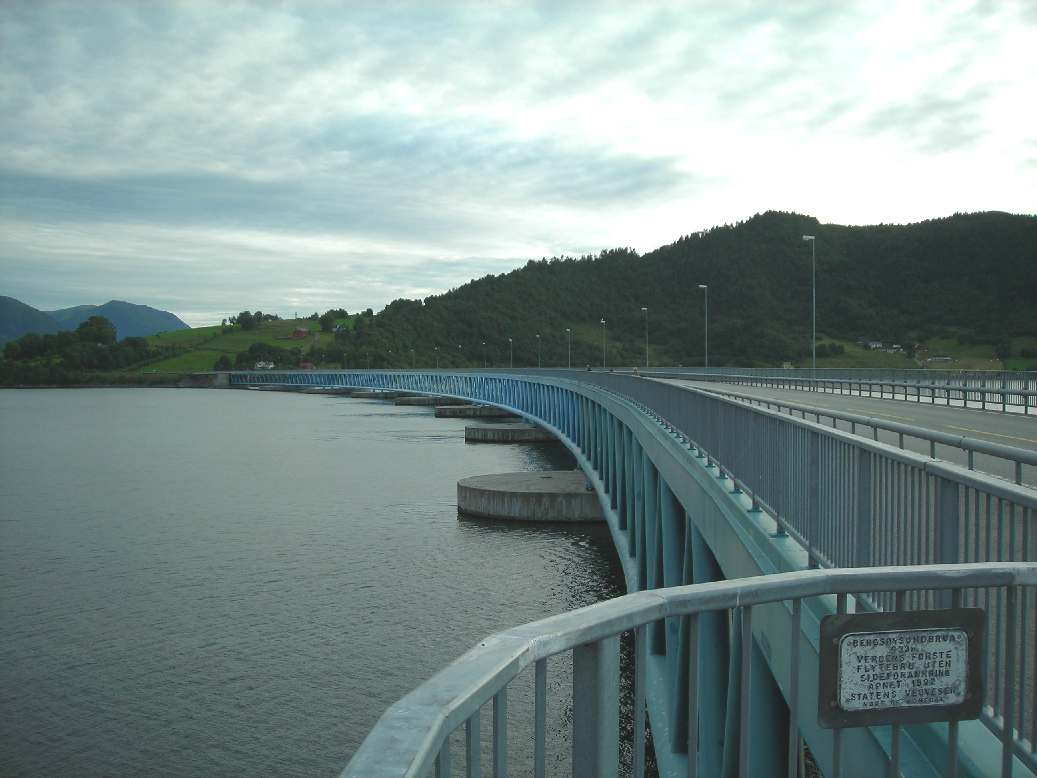
Bergsøysundbrua

Bergsøysundbrua är världens första flytbro utan sidoförankring. Bron ger förbindelse från Bergsøya till Aspøya och Tingvollhalvøya. Bron fredades i april 2008 som den del av norska Riksantikvarieämbetets arbete med att bevara byggnadsverk som representerar utvecklingen av det norska vägnätet.

## Vägavgiftsfinansiering
Vägavgifter finansierar en del av förbindelsen. Betalstationen ligger på Bergsøya. Enligt planerna ska avgift betalas i 20 år från 1992. Avgiften är den samma som för färjan som befolkningen i Kristiansund måste betala för att köra bil till fastlandet. Restiden är halverad och från 2012 reser alla gratis.

## Bakgrund
Idén om en tunnel under Freifjorden kom på 1950-talet och det arbetades i flera år med olika lösningar. 1969 tog Kristiansunds kommun upp frågan och Knut Engdahl ställde sig i främsta ledet för arbetet med fastlandsförbindelsen.
A/S Fastlandsfinans bildades 1973 och en fastlandsrörelse sattes igång.
I december 1982 började fylkestinget i Møre og Romsdal att prioritera Krifast framför andra kommunikationsprojekt i fylket. 1983 beslutade den norska regeringen att genomföra Krifast och två år senare blev projektet samt finansieringen godkänt av Stortinget. Den 1 september 1985 började man med förskottsinbetalning till vägavgiften genom att öka avgiften på färjorna.
Den symboliska byggstarten skedde den 31 oktober 1988 på Aspøya, när "Krifasttallen" fälldes och vägarbetena på ön satte igång. Arbetet med undervattenstunneln gick fortare än beräknat, medan flytbron stötte på fler utmaningar än vad som förutsatts.

## Gjemnesaksla
En del som inte togs med i Krifast var en tunnel genom Gjemnesaksla. Tiden för vägavgifter förlängdes av Regeringen Stoltenberg II för att finansiera även denna tunnel .